# قلعه میش پدام
قلعه میش پدام مربوط به هزاره ۱- دوران‌های تاریخی پس از اسلام است و در شهرستان رودبار جنوب، بخش مرکزی، روستای میش پدام واقع شده و این اثر در تاریخ ۲۷ مرداد ۱۳۸۲ با شمارهٔ ثبت ۹۵۷۸ به‌عنوان یکی از آثار ملی ایران به ثبت رسیده است.